# Всі на облавок (фільм, 1927)
Всі на облавок (англ. All Aboard) — американська німа чорно-біла романтична кінокомедія 1927 режисера Чарльза Гайнса. Прем'єра стрічки відбулась 18 квітня 1927 року в Нью-Йорку.

## У ролях
| Актор             | Роль                            |
| ----------------- | ------------------------------- |
| Джонні Гайнс      | Джонні                          |
| Една Мерфі        | Мей Брукс                       |
| Дот Фарлі         | тітка Патсі                     |
| Генрі А. Берровз  | Томас Брукс                     |
| Френк Геґні       | Алі Бен Оме                     |
| Бейб Лондон       | принцеса                        |
| Соджін            | принц                           |
| Джеймс Леонард    | Ель Гамід                       |
| Бастер Броді      | епізодична роль, немає у титрах |
| Барбара Барондесс | епізодична роль, немає у титрах |